# Acanthobrama centisquama
Acanthobrama centisquama es una especie de pez de la familia de los Cyprinidae en el orden de los Cypriniformes.

## Reproducción
Es ovíparo.

## Distribución geográfica
Se encuentran en Asia.

## Observaciones
Es inofensivo para los humanos.